# جزیره سیبویان
جزیره سیبویان (به لاتین: Sibuyan Island) یک جزیره در فیلیپین است که در دریای سیبویان، فیلیپین واقع شده‌است.

## خصوصیات
جزیره سیبویان ۵۲٬۶۱۵ نفر جمعیت دارد و ۲٬۰۵۸ متر بالاتر از سطح دریا واقع شده‌است.